# Kataiya
Kataiya (en népalais : कटैया) est un comité de développement villageois du Népal situé dans le district de Saptari. Au recensement de 2011, il comptait 4 987 habitants.